# Gino Cimoli
Gino Nicholas Cimoli, né le 18 décembre 1929 à San Francisco (Californie) et décédé le 12 février 2011 à Roseville (Californie), est un joueur américain de baseball évoluant en Ligue majeure de baseball de 1956 à 1965.
Il remporte la Série mondiale en 1960 avec les Pirates de Pittsburgh et compte une sélection au match des étoiles de la Ligue majeure de baseball en 1957.

## Carrière
Joueur étoile à la Galileo High School, Gino Cimoli signe comme agent libre amateur en 1949 avec les Brooklyn Dodgers. Il évolue en Ligue mineure pendant 6 ans, principalement en Ligue internationale avec les Royaux de Montréal et en Association américaine avec les Saints de Saint-Paul.
Il fait ses débuts en Ligue majeure en 1956 avec les Dodgers. Après une saison de 73 matchs, il joue une saison complète en 1957 et est sélectionné au match des étoiles de la Ligue majeure de baseball avant le déménagement de la franchise à Los Angeles. Il est le premier joueur à frapper sur la côte ouest des États-Unis lors du match entre les Giants de San Francisco et les Dodgers à San Francisco.
Après une année avec les Cardinals de Saint-Louis, Cimolo rejoint les Pirates de Pittsburgh où il remporte la Série mondiale 1960. Il est notamment remplaçant de Bob Skinner lorsque celui-ci se blesse et frappe un coup sûr comme frappeur suppléant qui entame un rallye gagnant des Pirates lors du septième et dernier match de la Série.
Il fait un bref passage chez les Braves de Milwaukee en 1961, année où il joue peu, avant de rejoindre les Athletics de Kansas City entre 1962 et 1964. Lors de sa première année avec les Athletics, il mène les ligues majeures en triples avec 15.
Après 1964, il ne joue que très peu dans les ligues majeures, seulement 38 matchs avec les Orioles de Baltimore puis seulement 4 avec les Angels de la Californie en 1964, ayant surtout évolué en Ligue internationale puis en Ligue de la côte du Pacifique dans les ligues mineures.
Il prend sa retraite le 7 mai 1965 et devient livreur dans la société United Parcel Service. Il est récompensé pour ses 21 années de service sans accident en 1990 avec le surnom de "Lou Gehrig d'UPS",.
Il décède à Roseville en Californie le 12 février 2011 à l'âge de 81 ans.

## Statistiques
| Saison | Équipe     | G   | AB    | R   | H   | 2B  | 3B | HR | RBI | SB | BB  | SO  | BA   | OBP  | SLG  |
| ------ | ---------- | --- | ----- | --- | --- | --- | -- | -- | --- | -- | --- | --- | ---- | ---- | ---- |
| 1956   | BRO        | 73  | 36    | 3   | 4   | 1   | 0  | 0  | 4   | 1  | 1   | 8   | .111 | .135 | .139 |
| 1957   | BRO        | 142 | 532   | 88  | 156 | 22  | 5  | 10 | 57  | 3  | 39  | 86  | .293 | .343 | .410 |
| 1958   | LAD        | 109 | 325   | 35  | 80  | 6   | 3  | 9  | 27  | 3  | 18  | 49  | .246 | .292 | .366 |
| 1959   | STL        | 143 | 519   | 61  | 145 | 40  | 7  | 8  | 72  | 7  | 37  | 83  | .279 | .327 | .430 |
| 1960   | PIT        | 101 | 307   | 36  | 82  | 14  | 4  | 0  | 28  | 1  | 32  | 43  | .267 | .336 | .339 |
| 1961   | PIT et MLN | 58  | 184   | 16  | 43  | 8   | 1  | 3  | 10  | 1  | 13  | 28  | .234 | .284 | .337 |
| 1962   | KCA        | 152 | 550   | 67  | 151 | 20  | 15 | 10 | 71  | 2  | 40  | 89  | .275 | .323 | .420 |
| 1963   | KCA        | 145 | 529   | 56  | 139 | 19  | 11 | 4  | 48  | 3  | 39  | 72  | .263 | .313 | .363 |
| 1964   | KCA et BAL | 42  | 67    | 7   | 8   | 3   | 2  | 0  | 3   | 0  | 2   | 14  | .119 | .143 | .224 |
| 1965   | CAL        | 4   | 5     | 1   | 0   | 0   | 0  | 0  | 1   | 0  | 0   | 2   | .000 | .000 | .000 |
| Totaux | 10 ans     | 969 | 3 054 | 370 | 808 | 133 | 48 | 44 | 321 | 21 | 221 | 474 | .265 | .315 | .383 |